# Amauridia cristina
Amauridia cristina är en fjärilsart som beskrevs av William Schaus 1916. Amauridia cristina ingår i släktet Amauridia och familjen nattflyn. Inga underarter finns listade i Catalogue of Life.